# Дорога домой (телефильм, 1967)
«Дорога домой» — советский двухсерийный телефильм 1967 года режиссёра Юлиана Панича по повести Ежи Пшезьдецкого «Конец».

## Сюжет
Весна 1944 года. Польша. Группа советских военнопленных вместе с поляками бежит из концлагеря. Их встречают местные партизаны из Армии Крайовой, но принимают к себе из бежавших только польского офицера, а остальные теперь уже сами формируют отряд, чтобы пробиться домой. Но оказывается, всё это часть плана немцев, которые хотят заснять как кинохронику бой между польскими и советскими партизанскими отрядами, чтобы посеять вражду между русскими и поляками. Для этого немцы ставят камеру у сброшенного для партизан груза, однако съёмка идёт не по сценарию немцев…

## В ролях
- Пётр Горин — Егор
- Юрий Дедович — Юзек Шмель
- Элеонора Александрова — жена Шмеля
- Виктория Горшенина — Лени Клингенталь, немецкая кинорежиссёр
- Лев Елисеев — немецкий кинооператор
- Михаил Ладыгин — немецкий генерал
- Иван Краско — Дзядек, командир польского отряда, капитан
- Вениамин Зимин — Косма
- Павел Кашлаков — Кузьма
- Игорь Класс — Сашка
- Владимир Маслов — Володя
- Валерий Ольшанский — Алексей
- Святослав Кузнецов — поручик Демба
- Владимир Особик — подпоручик Дик
- Владимир Михайловский — Трубный
- Юрий Оськин — Степен
- Василий Минин — поляк-хозяин
- Борис Лёскин — немец
- Юлиан Панич — доктор
- Гарри Дунц — Зигмунт
- Адольф Шестаков — группенфюрер
- Станислав Соколов — фотограф
- Афанасий Тришкин — эпизод
- Владимир Тыкке — эпизод
- Сергей Дрейден — эпизод
- Михаил Екатерининский — эпизод

## Критика
Фильм удостоен Первого приза 3-го Всесоюзного фестиваля телефильмов (Ленинград, 1968), большая положительная рецензия на фильм вышла в журнале «Телевидение и радиовещание» где, в частности, отмечалась работа создателей телефильма:

Своим новым фильмом «Дорога домой» Ю. Панич доказал своё очевидное право на достойное место среди режиссёров телевизионного фильма. … В этом фильме оператор В. Виноградов показал мастерство владения многочисленными средствами своего искусства как в работе со светом, так и в отношении своеобразной композиции кадров.— Журнал «Телевидение и радиовещание», 1969 г.